# Kugelblende
Eine Kugelblende ist ein konstruktiv beweglicher Bereich in Form eines Kugelgelenks in einer ansonsten geschlossenen, festen Außenhülle. Sie kommt im militärischen Bereich bei  Panzerungen oder Festungen sowie im zivilen Bereich bei der Abdichtung von Räumen bzw. Gehäusen zur Anwendung.

## Entwicklungsgeschichte
Die Kugelblende wurde zuerst für Festungen entwickelt. Man hatte festgestellt, dass ein Kugelgelenk mehr Bewegungsfreiheit bei notwendigen Öffnungen in einer Festungsmauer bot. In einzelnen Bunkern wurden die Schießscharten mit einem Rollmechanismus versehen. In diesen Mechanismus wurde ein metallener, kugelförmiger Kopf eingesetzt. Dieser Kopf enthielt Vorrichtungen, um ein Schützengewehr oder ein Maschinengewehr aufzunehmen. In die Kugelblende wurden auch Vorrichtungen zum Zielen untergebracht. Dieser Einbau verringerte den toten Winkel bei der Verteidigung der Festungsanlage, da der Lauf der Waffe jetzt aus dem Bunker herausragen konnte. Dadurch wurde eine engere Verteidigung für Festungen ermöglicht. Nachdem die Festung als Kampfmittel obsolet wurde, verschwand die Kugelblende in diesem Bereich.

## Anwendung in der Panzertechnik

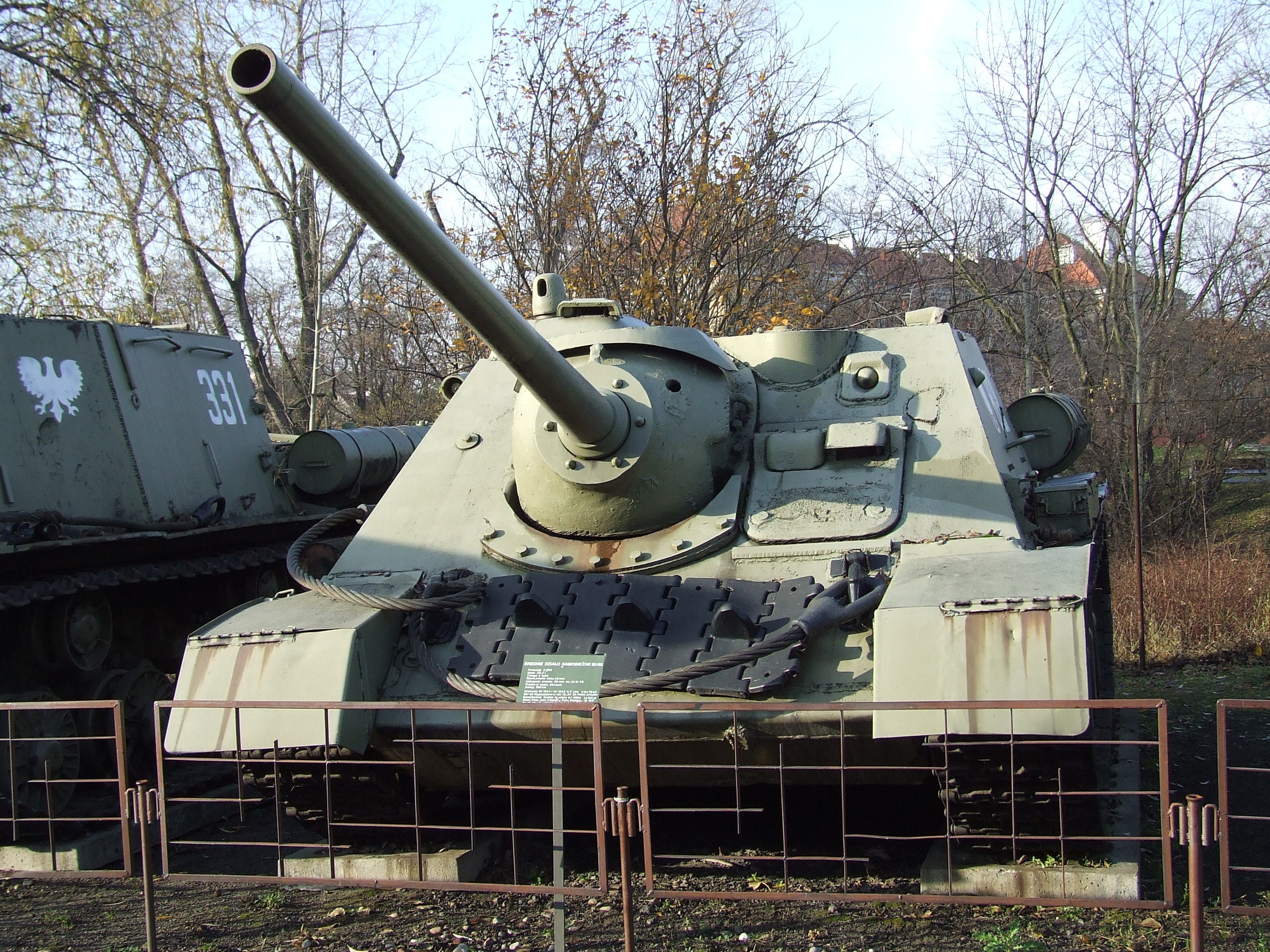
Kugelblende mit Hauptwaffe in einem russischen Sturmgeschütz

Typische Beispiele für die Verwendung der Kugelblende im Panzerbau während des Zweiten Weltkrieges sind die sowjetischen Sturmgeschütze SU-85 und SU-100 sowie die Bug-MGs fast aller deutschen Kampfpanzer, welche in Kugelblenden gelagert waren. Eine weitere Möglichkeit des Panzerschutzes der Waffenaufnahme waren die Walzenblende und die Saukopfblende. Mit der modernen Kriegsführung und dem Gefecht der verbundenen Waffen erlebte die Kugelblende ein Comeback. Soldaten wurden in Schützenpanzern in die Kampfzone gefahren und sollten hier abgesessen kämpfen. Bis zum Erreichen der Einsatzstelle waren die Soldaten im Schützenpanzer geschützt. Sie konnten allerdings nicht in das Geschehen eingreifen. So entschied man sich, die Kugelblende wieder einzuführen. Sie wurde im Kampfraum des Schützenpanzers angebracht und bot so allen oder einigen Soldaten die Möglichkeit, aktiv am Feuerkampf teilzunehmen, bis das Fahrzeug verlassen wurde. Bekannte Panzermodelle mit Kugelblende sind der M2 Bradley oder der Marder.

## Zivile Anwendung
Im zivilen Bereich wird die Kugelblende vor allem in sensiblen Bereiche wie Laboratorien eingesetzt: Durch die notwendige Abdichtung wird ein beweglicher Bereich geschaffen, ohne die Abdichtung zu schwächen. So bietet die Kugelblende z. B. einem Roboterarm genügend Freiheit, sich zu bewegen, ohne dass die  Abdichtung eines Raumes hinsichtlich Sterilität oder Staubfreiheit unterbrochen wird. Weitere Beispiele sind die Bedienhebel von Fernsteuerungen im Bereich Modellbau oder bei Baumaschinen, die im Freien verwendet werden und Stäuben oder  Feuchtigkeit ausgesetzt sind.